# Paraminota
Paraminota là một chi bọ cánh cứng trong họ Chrysomelidae.
Chi này được miêu tả khoa học năm 1989 bởi Scherer.

## Các loài
Các loài trong chi này gồm:
- Paraminota bhaumiki (Basu & Sen Gupta, 1982)
- Paraminota heteropunctata (Basu & Sen Gupta, 1982)
- Paraminota himalayensis (Basu & Sen Gupta, 1982)
- Paraminota hiranoi (Takizawa, 1982)
- Paraminota lamprosomoides (Medvedev, 1990)
- Paraminota lauribina Konstantinov, 2002
- Paraminota minima Scherer, 1989
- Paraminota minuta (Medvedev, 1990)
- Paraminota nepalensis Doberl, 1991
- Paraminota philippinica (Medvedev, 1993)